# Black Scorpions
Black Scorpions är en underavdelning till Black Cobra, en av Danmarks största kriminella organisationer. Under senhösten 2008 bekräftade svensk polis att Black Scorpions även hade medlemmar i Sverige och att sektionen Black Scorpions Malmö hade bildats. Black scorpions finns i förorterna Skärholmen, Vårberg, Rinkeby, Rissne, Tensta, Akalla, Hjulsta, Rågsved och Hagsätra. Mest finns det i Malmöförorterna.